# Megachile leucopyga
Megachile leucopyga är en biart som beskrevs av Smith 1853. Megachile leucopyga ingår i släktet tapetserarbin, och familjen buksamlarbin. Inga underarter finns listade i Catalogue of Life.